# Szentdénes
Szentdénes is een plaats (község) en gemeente in het Hongaarse comitaat Baranya. Szentdénes telt 324 inwoners (2001).